# 딕 트레이시 (1990년 영화)
《딕 트레이시》(Dick Tracy)는 1990년 미국의 범죄 액션 영화이다. 워런 비티가 주연하고 직접 제작하고 연출했다.
딕 트레이시는 1990년 6월 10일 워싱턴 D.C.의 업타운 극장에서 초연되었으며 5일 후에 전국적으로 개봉되었다. 리뷰는 퍼포먼스(특히 파치노와 마돈나), 프로덕션 디자인, 메이크업 효과, 음악, 비티의 연출에 대해서는 긍정적인 평가를 받았지만 각본과 특성화에 대해서는 부정적인 평가를 포함하여 호의적인 것부터 혼합된 것까지 다양했다. 이 영화는 박스오피스와 여러 수상 위원회에서 성공을 거두었다. 이 곡은 아카데미상 7개 부문 후보에 올랐으며, 최우수 오리지널 노래, 최우수 메이크업, 최우수 아트 디렉션 등 3개 부문에서 우승했다. 딕 트레이시는 오늘날 시각적 스타일로 기억된다.

## 줄거리
1938년, 거리의 고아 소년 '키드'는 갱단 두목 '빅 보이' 카프리스의 부하들에게 살해당하는 갱들을 목격한다. 그 과정에서 경찰 '딕 트레이시'에게 도움을 받게 된 키드는 트레이시와 그의 여자친구 테스 트루하트와 함께 지내게 된다. 한편, 빅 보이는 라이벌 갱 두목을 살해하고 그의 클럽과 여자친구 브레슬리스 마호니를 빼앗는다. 트레이시는 빅 보이를 체포하지만 증거 부족으로 풀려나고, 오히려 그의 직위까지 위협받는다. 브레슬리스는 빅 보이에게 불리한 증언을 거부하고 트레이시를 유혹하려 하지만 실패한다. 클럽에서 빅 보이는 다른 범죄자들과 연합을 시도하고, 반대하는 자들은 제거한다. 트레이시 또한 빅 보이 일당에게 살해당할 위기에 처하지만 키드 덕분에 살아남는다.
한편, 부패한 검사가 빅 보이를 돕고 있으며, 브레슬리스는 트레이시에게 다시 한번 접근하려 하고, 테스는 그들의 키스를 목격한다. 정체를 알 수 없는 '블랭크'라는 인물이 빅 보이에게 트레이시를 제거하겠다고 제안한다. 트레이시는 클럽을 급습하지만 이는 함정이었고, 몰래 심어둔 도청 장치 덕분에 범죄 조직을 소탕한다. 그러나 빅 보이는 도청 장치를 발견하고 트레이시를 유인해 함정에 빠뜨린다. 블랭크의 도움으로 트레이시는 목숨을 건지고, 분노한 빅 보이는 블랭크의 제안을 받아들인다. 테스는 트레이시에게 실망하여 도시를 떠나고, 트레이시를 사랑하는 브레슬리스는 증언을 조건으로 트레이시의 마음을 얻으려 하지만 트레이시는 이를 거절한다. 마음을 바꾼 테스가 돌아오지만, 블랭크에게 납치당한다. 블랭크는 트레이시를 함정에 빠뜨려 살인 누명을 씌운다.
트레이시가 감옥에 갇히자 빅 보이는 도시를 장악한다. 키드는 '딕 트레이시 주니어'라는 이름을 얻고 감옥에 갇힌 트레이시를 찾아온다. 트레이시는 동료들의 도움으로 풀려나고, 다시 빅 보이와 맞서 싸운다. 빅 보이는 테스를 인질로 잡고 다리 위로 도망치고, 트레이시가 그를 쫓는다. 블랭크는 트레이시와 빅 보이를 동시에 제거하려 하지만 빅 보이에게 총을 맞는다. 트레이시는 빅 보이를 죽이고 테스를 구출한다. 숨을 거두기 전, 블랭크의 정체가 브레슬리스였음이 밝혀진다. 마지막으로 트레이시는 테스에게 청혼하지만, 범죄 사건을 알리는 무전에 의해 중단되고, 키드와 함께 다시 길을 나선다.

## 출연
- 워런 비티 - 딕 트레이시
- 알 파치노 - 앨폰스 "빅보이" 캐프리스
- 마돈나 - 브레슬리스 "블랭크" 머호니
- 글렌 헤들리 - 테스 트루하트
- 찰리 코스모 - 꼬마
- 제임스 킨 - 팻 패튼
- 시모어 커셀 - 샘 캐첨
- 마이클 J. 폴러드 - 버그 베일리
- 찰스 더닝 - 브랜던 서장
- 딕 밴다이크 - 존 플레처 변호사
- 프랭크 캄파넬라 - 하퍼 판사
- 캐시 베이츠 - 속기사
- 더스틴 호프먼 - 멈블스
- 윌리엄 포사이스 - 플랫톱
- 에드 오로스 - 이치
- 제임스 톨컨 - 넘버스
- 맨디 패팅킨 - 88 키스
- R. G. 암스트롱 - 프룬페이스
- 헨리 실바 - 인플루언스
- 폴 소비노 - 립스 맨리스
- 척 힉스 - 브로
- 닐 서머스 - 로던트
- 스티그 엘드레드 - 숄더스
- 로런스 스티븐 마이어스 - 리틀 페이스
- 제임스 칸 - 스푸드 스팔도니
- 캐서린 오하라 - 텍시 가르시아
- 로버트 비처 - 립스 모카

## 기타
- 공동제작: 존 랜도
- 미술: 리처드 실버트
- 의상: 밀레나 카노네로
- 배역: 재키 버취
- 세트: 릭 심프슨

## 한국판 성우진 (MBC, 1995년 12월 2일)
- 권혁수 - 딕 트레이시(워런 비티)
- 박영남 - 꼬마(찰리 코스모)
- 박영희 - 테스(글렌 헤들리)
- 최원형